# Ghantasala
Ghantasala Venkateswara Rao (Chowtapalli, localidad de Andhra Pradesh, 4 de diciembre de 1922-Chennai, 11 de febrero de 1974) fue un cantante de playback y compositor musical de películas indio. Trabajó principalmente para el cine telugu y para otras películas de distintos idiomas como tamil, kannada, malayalam, tulu e hindi. Fue galardonado con el premio «Padmashree», obteniendo el cuarto galardón civil más alto de la India.
Durante décadas, fue bastante conocido por su impresionante voz. Compuso temas musicales para más 100 películas para el cine telugu, tamil y Kannada. También compuso y a la vez interpretó un tema musical para «Bhagavad Gita», justo antes de su muerte en 1974, la que fue una versión especial siendo muy aclamado. El 11 de febrero de 2003, un sello discográfico lanzó lo mejor de sus temas musicales, con la colaboración del Gobierno de la India, como un homenaje a Ghantasala. El Departamento Postal de los Estados Unidos, ha lanzado un sello postal de Ghantasala el 6 de octubre de 2014. El sello postal que fue lanzado conjuntamente por «North American Telugu Society» (NATS), con la colaboración de «Telugu Literary and Cultural Association» (TLCA) en Nueva York.
Un historiador de cine indio de la  V.A.K. Ranga Rao, lo denominó «la voz majestuosa telugu», esto porque Ghantasala trabajó mucho para el cine telugu, con la propuesta de seguir desarrollando su propio carácter que sigue siendo hasta la fecha incomparable.
Gaana Gandharva es recordado por su fascinante voz y sus habilidades musicales y composiciones.

## Como cantante de playback y director musical
- Rangeli Raaja (1971)
- Alibaba 40 Dongalu (1970)
- Thalli Thandrulu (1970)
- Nirdoshi (1970)
- Jarigina Katha (1969)
- Govula Gopanna (1968)
- Rahasyam (1967)
- Punyavati (1967)
- Bhuvana Sundari Katha (1967)
- Stree Janma (1967)
- Paramanandayya Shishyula Katha (1966)
- Sakuntala (1966)
- C.I.D. (1965)
- Gudi Gantalu (1965)
- Pandava Vanavasam (1965)
- Varasatvam (1964)
- Marmayogi (1964)
- Veera Kesari (1963)
- Valmiki (1963)
- Bandipotu (1963)
- Lavakusa (1963)
- Raktha Sambandham (1962)
- Gundamma Katha (1962)
- Sati Sulochana (1961)
- Sabash Raja (1961)
- Bhakta Raghunath (1960)
- Vimala (1960)
- Deepavali (1960)
- Shantinivasam (1960)
- Pelli Sandadi (1959)
- Sabhash Ramudu (1959)
- Manchi Manasuku Manchi Rojulu (1958)
- Pelli Naati Pramanalu (1958)
- Mayabazar (1957)
- Bhale Bava (1957)
- Sarangadhara (1957)
- Vinayaka Chaviti (1957)
- Chiranjeevulu (1956)
- Jayam Manade (1956)
- Kanakatara (1956)
- Sontha Ooru (1956)
- Kanyasulkam (1955)
- Vadina Gari Gajulu (1955)
- Chandraharam (1954)
- Bratuku Theruvu (1953)
- Paropakaram (1953)
- Palletooru (1952)
- Pelli Chesi Choodu (1952)
- Patala Bhairavi (1951)
- Shavukaru (1950)
- Vali Sugriva (1950)
- Mana Desam (1949)
- Keelugurram (1949)
- Balaraju (1948)
- Ratnamala (1947)

### Como cantante de playback
Ghantasala grabó temas musicales como cantante de playback para películas, bajo colaboración de otros compositores como  S Rajeswara Rao, Pendyala Nageswara Rao, M S Viswanathan, K V Mahadevan, Adi Narayana Rao, Master Venu, T V Raju, T Chalapathi Rao, Shankar Jai Kishan, Susarla Dakshina Murthy, Galipenchala Narasimha Rao y entre otros
- Yasodha Krishna (1975)
- Kodenagu (1974)
- Premalu Pellillu (1974)
- Taatamma Kala (1974)
- Dorababu (1974)
- Alluri Seetharamaraju (1974)
- Ida Lokam (1973)
- Doctor Babu (1973)
- Dabbuku Lokam Dasoham (1973)
- Bangaru Babu (1973)
- Ganga Manga (1973)
- Vaade Veedu (1973)
- Bhakta Tukaram (1973)
- Sarada (1973)
- Iddaru Ammaiyulu (1972)
- Datta Putrudu (1972)
- Koduku Kodalu (1972)
- Baala Bharatam (1972)
- Beedala Patlu (1972)
- Sri Krishnaanjaneya Yuddham (1972)
- Pandanti Kapuram (1972)
- Badi Panthulu (1972)
- Vichitra Bandham (1972)
- Sreemanthudu (1972)
- Kalam Marindi (1972)
- Manchi Rojulu Vacchayi (1972)
- Suputhrudu (1971)
- Pavitra Hrudayalu (1971)
- Sri Krishna Satya (1971)
- Adhrushtajatakudu (1971)
- Chinnanati Snehitulu (1971)
- Amayakuralu (1971)
- Raithu Bidda (1971)
- Jeevitha Chakram (1971)
- Prem Nagar (1971)
- Dasara Bullodu (1971)
- Bharya Biddalu (1971)
- Rajakota Rahasyam (1971)
- Sampoorna Ramayanam (1971)
- Ananda Nilayam (1971)
- Manasu Mangalyam (1971)
- Pavitra Bandham (1971)
- Oke Kutumbam (1970)
- Kathanayika Molla (1970)
- Suguna Sundari Katha (1970)
- Lakshmi Kataaksham (1970)
- Jai Jawan (1970)
- Balaraju Katha (1970)
- Dharmadata (1970)
- Sri Krishna Vijayam (1970)
- Talla Pellama (1970)
- Kodalu Diddina Kapuram (1970)
- Bhale Maastaru (1969)
- Ekaveera (1969)
- Manushulu Marali (1969)
- Sipayi Chinnaya (1969)
- Kathanayakudu (1969)
- Bandipotu Bheemanna (1969)
- Vichitra Kutumbam (1969)
- Gopaludu Bhoopaludu (1969)
- Kadaladu Vadaladu (1969)
- Buddhimantudu (1969)
- Sapta Swaralu (1969)
- Mooganomu (1969)
- Aatmeeyulu (1969)
- Vichitra Kutumbam (1969)
- Aadarsa Kutumbam (1969)
- Bandipotu Dongalu (1969)
- Bhale Rangadu (1969)
- Nindu Hrudayalu (1969)
- Lakshmi Nivasam (1968)
- Tikka Sankarayya (1968)
- Ramu (1968)
- Sri Rama Katha (1968)
- Kalasi Vacchina Adrushtam (1968)
- Varakatnam (1968)
- Bandhavyalu (1968)
- Bangaru Gajulu (1968)
- Uma Chandi Gowri Sankarula Katha (1968)
- Nindu Samsaram (1968)
- Baghdad Gaja Donga (1968)
- Undamma Bottu Pedata (1968)
- Brahmachari (1968)
- Adrushtavantulu (1968)
- Sukha Dukhalu (1967)
- Poola Rangadu (1967)
- Chikkadu Dorakadu (1967)
- Sri Krishnaavataram (1967)
- Vasantasena (1967)
- Avekallu (1967)
- Ummadi Kutumbam (1967)
- Gruha Lakshmi (1967)
- Goodachari 116 (1967)
- Kanchukota (1967)
- Chadarangam (1967)
- Eedu Jodu (1967)
- Sri Krishna Rayabharam (1967)
- Aaasthiparulu (1966)
- Bheemanjaneya Yuddham (1966)
- Sangeetha Lakshmi (1966)
- Pidugu Ramudu (1966)
- Sri Krishna Pandaveeyam (1966)
- Sri Krishna Tulabharam (1966)
- Mohini Bhasmasura (1966)
- Adugu Jadalu (1966)
- Bhakta Potana (1966)
- Navaratri (1966)
- Rangula Ratnam (1966)
- Palnati Yuddham (1966)
- Aggi Barata (1966)
- Kanne Manasulu (1966)
- Anthastulu (1965)
- Sumangali (1965)
- Dorikithe Dongalu (1965)
- Zamindar (1965)
- Satya Harischandra (1965)
- Jwala Dweepa Rahasyam (1965)
- Manushulu Mamathalu (1965)
- Manchi Kutumbam (1965)
- Tene Manasulu (1965)
- Veera Abhimanyu (1965)
- Uyyala Jampala (1965)
- Sri Simhachala Kshetra Mahima (1965)
- Prammelarjuneeyam (1965)
- Mangamma Sapadham (1965)
- Visala Hrudayalu (1965)
- Aatma Gouravam (1965)
- Naadi Aadajanme (1965)
- Preminchi choodu (1965)
- Chandrahaasa (1965)
- Todu Needa (1965)
- Daagudu Muthalu (1964)
- Desadrohulu (1964)
- Raamudu Bheemudu (1964)
- Pooja Phalam (1964)
- Navagraha Puja Mahima (1964)
- Babruvahana (1964)
- Dr. Chakravarthi (1964)
- Devatha (1964)
- Amarasilpi Jakkana (1964)
- Muralikrishna (1964)
- Manchi Manishi (1964)
- Sabhash Soori (1964)
- Aatmabalam (1964)
- Bobbili Yuddham (1964)
- Sri Satyanarayana Mahathyam (1964)
- Manchi Chedu (1963)
- Anuragam (1963)
- Chaduvukunna Ammayilu (1963)
- Punarjanma (1963)
- Lakshaadikari (1963)
- Mooga Manasulu (1963)
- Sri Krishnaarjuna Yuddham (1963)
- Narthanasala (1963)
- Thobuttuvulu (1963)
- Tirupathamma Katha (1963)
- Paruvu Prathista (1963)
- Kulagothralu (1962)
- Aradhana (1962)
- Bhishma (1962)
- Tiger Ramudu (1962)
- Mahamantri Timmarusu (1962)
- Constable Kooturu (1962)
- Siri Sampadalu (1962)
- Manchi Manasulu (1962)
- Aatmabandhuvu (1962)
- Kalasi Vunte Kaladu Sukham (1961)
- Usha Parinayam (1961)
- Krishna Prema (1961)
- Pelli Kani Pillalu (1961)
- Velugu Needalu (1961)
- Gulebakavali katha (1961)
- Seetha Rama Kalyanam (1961)
- Bhakta Jayadeva (1961)
- Iddaru Mitrulu (1961)
- Jagadeka Veeruni Katha (1964)

- Datos: Q3429974
- Multimedia: Ghantasala Venkateswara Rao / Q3429974